# Глебов, Михаил Павлович
Михаи́л Па́влович Гле́бов (1819—1847) — друг и однополчанин М. Ю. Лермонтова, один из секундантов на последней дуэли поэта.

## Биография
Родился 23 сентября (5 октября) 1819 года в Орловской губернии в семье отставного полковника, орловского мелкопоместного дворянина. В 1838 году окончил Школу гвардейских подпрапорщиков и кавалерийских юнкеров и был выпущен корнетом в Лейб-гвардии Конный полк. В это же время вместе с Глебовым в полку служил Дмитрий Аркадьевич Столыпин, младший брат «Монго». Скорее всего, именно благодаря этому обстоятельству Глебов познакомился с Лермонтовым.
На Кавказ М. П. Глебов попал весной 1840 года, когда в числе волонтёров («охотников») отправился воевать против горцев. В частности, он принимал активное участие в летней экспедиции генерала Галафеева в Чечню.
Ближе с поэтом он сошёлся после знаменитого боя на реке Валерик. Глебов участвовал в сражении и был тяжело ранен в ключицу. В апреле 1841 года в его имении Мишково Мценского уезда гостили М. Ю. Лермонтов и А. А. Столыпин (Монго), ехавшие на Кавказ. Летом 1841 года он прибыл на лечение в Пятигорск, где поселился в одном доме с Н. С. Мартыновым. Вскоре на Воды приехали Лермонтов с Монго, которые сняли квартиру по соседству. Всё время своего пребывания в Пятигорске Глебов входил в состав молодёжи, особо приближённой к поэту и составлявшей так называемый «лермонтовский кружок». Надо сказать, что во время своего лечения на Водах, Глебов, как впрочем и все остальные молодые люди «водяного общества», не забывал о личной жизни. В частности, известна его любовная интрижка с Надеждой Верзилиной, одной из сестёр Верзилиных, в Пятигорске летом 1841 года. По этому поводу Лермонтов посвятил ему весёлый экспромт «Милый Глебов»:
Милый Глебов,
Сродник Фебов,
Улыбнись,
Но на Наде,
Христа ради,
Не женись!
Из-за своего романтического увлечения Надеждой Глебов часто бывал в доме Верзилиных. В одно из таких посещений он стал свидетелем столкновения Мартынова с Лермонтовым на вечере в доме Верзилиных 13 (25) июля 1841 года. Ссора закончилась вызовом на дуэль Лермонтова Мартыновым. Михаил Павлович стал одним из секундантов на намеченной дуэли. Выбор был не случаен, так как он наравне со Столыпиным пользовался особым доверием и уважением со стороны Лермонтова.
15 (27) июля 1841 года у подножья горы Машук близ Пятигорска состоялся поединок. Известно, что во время следования к месту дуэли Лермонтов рассказывал Глебову о своих литературных планах. Вопрос о том, кто был секундантом Лермонтова на дуэли — князь Александр Васильчиков или Глебов, остаётся спорным. Также существует версия, что на дуэли было в общей сложности 4 секунданта, но участие Сергея Трубецкого и Алексея Столыпина (Монго) было скрыто на следствии. Дуэль закончилась трагически для поэта. После выстрела Мартынова со смертельно раненным Лермонтовым остался Глебов. На его руках Лермонтов и скончался в течение нескольких минут после ранения, не приходя в сознание. Покрыв тело поэта своей шинелью, Глебов вслед за остальными участниками трагедии ускакал в город, сообщить о случившемся. Вначале был посажен на гауптвахту, но затем переведён под домашний арест вплоть до окончания следствия. Наказания за соучастие в дуэли ему удалось избежать. Отмену лишения Глебова чинов и прав состояния Николай I мотивировал тяжёлым ранением Глебова.
В декабре 1841 года Глебов уехал в Петербург. Однако вскоре вновь отправился на Кавказ, в качестве адъютанта нового командира Отдельного Кавказского корпуса генерала Нейдгардта. 28 сентября 1843 года в районе Ставрополя Глебов был захвачен горцами в плен, по пути в Петербург, куда он был командирован с пакетом документов, предназначавшихся военному министру. В плену Глебов томился два месяца. 28 ноября 1843 года он прибыл на наш военный пост Шалоховский. Для освобождения молодого офицера генерал Нейдгардт подкупил «своих» людей, которые и выкрали его у неприятеля.
В 1843—1845 годах Глебов в Тифлисе встречался с молодым немецким литератором Фридрихом Боденштедтом, которому передал для перевода 17 стихотворений Лермонтова, ныне утраченных. Однако не оставил каких-либо устных или письменных воспоминаний о поэте.
На Кавказе М. П. Глебов заслужил множество наград и славу отчаянного храбреца и неустрашимого воина. 28 июля (9 августа) 1847 года 27-летний ротмистр лейб-гвардии Конного полка, являющийся адъютантом князя М. С. Воронцова, Михаил Павлович Глебов был убит выстрелом в голову во время перестрелки при осаде аула Салты. В момент своей гибели он сидел на коне перед готовящимся к атаке батальоном Ширванского полка.

## Интересные факты
- Известно, что Глебов приходился дальним родственником знаменитому советскому актёру Петру Глебову[6].
- В его имении в Мишкове и после смерти Глебова хранился портрет Лермонтова с надписью: «Другу Глебову Лермонтов. 1841 год. Мишково» и с полуистершимися стихами, а также кавказская шашка с буквой «Л.»[7].